# Tournoi de clôture du championnat du Costa Rica de football 2021
Navigation
Tournoi précédent Tournoi suivant
Le tournoi Clausura 2021 est le vingt-huitième tournoi saisonnier disputé au Costa Rica.
C'est cependant la 113e fois que le titre de champion du Costa Rica est remis en jeu.
Lors de ce tournoi, la LD Alajuelense tente de conserver son titre de champion du Costa Rica face aux onze meilleurs clubs costariciens. C'est cependant le Deportivo Saprissa qui remporte un trente-sixième titre en finale face au CS Herediano. Ce sacre permet au club de se qualifier pour la Ligue de la CONCACAF 2021.

## Les douze équipes participantes
| \| Alajuelense Cartaginés Herediano Limón Pérez Zeledón Saprissa Sporting San Carlos Santos Guadalupe Grecia Jicaral \| Localisation des équipes. |
| Alajuelense Cartaginés Herediano Limón Pérez Zeledón Saprissa Sporting San Carlos Santos Guadalupe Grecia Jicaral                                 |

Ce tableau présente les douze équipes qualifiées pour disputer le championnat 2020-2021. On y trouve le nom des clubs, le nom des stades dans lesquels ils évoluent ainsi que la capacité et la localisation de ces derniers.
| Club                    | Stade                              | Capacité | Ville                  |
| LD Alajuelense          | Stade Alejandro Morera Soto        | 17 900   | Alajuela               |
| CS Cartaginés           | Stade José Rafael Ivankovich       | 13 500   | Cartago                |
| Municipal Grecia        | Stade Allen Riggioni               | 4 000    | Grecia                 |
| Guadalupe FC            | Stade Coyella Fonseca              | 4 500    | Guadalupe              |
| CS Herediano            | Stade Eladio Rosabal Cordero       | 8 100    | Heredia                |
| Jicaral Sercoba (en)    | Stade Asociación Cívica Jicaraleña | 1 500    | Jicaral                |
| Limón FC                | Stade Juan Gobán                   | 3 000    | Puerto Limón           |
| Municipal Pérez Zeledón | Stade Municipal Pérez Zeledón      | 6 000    | San Isidro del General |
| AD San Carlos           | Stade Carlos Ugalde Álvarez        | 5 000    | Ciudad Quesada         |
| SD Santos               | Stade Ebal Rodríguez               | 3 000    | Guápiles               |
| Deportivo Saprissa      | Stade Ricardo Saprissa             | 23 100   | San José               |
| Sporting FC             | Stade Ernesto Rohrmoser            | 3 000    | San José               |

## Compétition
Le tournoi Clausura est divisé en trois phases :
- La phase de qualification : les vingt-deux journées de championnat.
- La phase finale : les matchs aller-retour allant des demi-finales à la finale.
- Le barrage de relégation : un affrontement en aller-retour entre la moins bonne équipe du tournoi d'ouverture et la dernière du tournoi de clôture.

### Phase de qualification
Lors de la phase de qualification les douze équipes s'affrontent à deux reprises selon un calendrier tiré aléatoirement.
Les quatre meilleures équipes sont directement qualifiées pour la phase finale.
Le classement est établi sur le barème de points classique (victoire à 3 points, match nul à 1, défaite à 0).
Le départage final se fait selon les critères suivants :
- Le nombre de points.
- La différence de buts générale.
- La différence de buts particulière.
- Le nombre de buts marqué.

#### Classement
| Rang | Équipe                  | Pts | J  | G  | N  | P  | Bp | Bc | Diff |
| ---- | ----------------------- | --- | -- | -- | -- | -- | -- | -- | ---- |
| 1    | LD Alajuelense T        | 50  | 22 | 14 | 8  | 0  | 49 | 12 | +37  |
| 2    | SD Santos               | 36  | 22 | 10 | 6  | 6  | 36 | 29 | +7   |
| 3    | CS Herediano            | 30  | 22 | 7  | 9  | 6  | 35 | 29 | +6   |
| 4    | Deportivo Saprissa      | 29  | 22 | 6  | 11 | 5  | 31 | 29 | +2   |
| 5    | AD San Carlos           | 29  | 22 | 7  | 8  | 7  | 21 | 24 | -3   |
| 6    | Jicaral Sercoba (en)    | 28  | 22 | 6  | 10 | 6  | 21 | 24 | -3   |
| 7    | Municipal Pérez Zeledón | 28  | 22 | 6  | 10 | 6  | 22 | 29 | -7   |
| 8    | CS Cartaginés           | 26  | 22 | 6  | 8  | 8  | 23 | 27 | -4   |
| 9    | Municipal Grecia        | 23  | 22 | 4  | 11 | 7  | 22 | 29 | -7   |
| 10   | Sporting FC P           | 23  | 22 | 6  | 5  | 11 | 18 | 31 | -13  |
| 11   | Guadalupe FC            | 22  | 22 | 4  | 10 | 8  | 33 | 31 | +2   |
| 12   | Limón FC                | 21  | 22 | 5  | 6  | 11 | 25 | 42 | -17  |

| Légende : Qualifications et relégations | Légende : Qualifications et relégations          |
| --------------------------------------- | ------------------------------------------------ |
|                                         | Qualification pour les demi-finales              |
|                                         | Barrage de relégation                            |
|                                         | T Tenant du titre P Promu de la saison 2019-2020 |

#### Résultats
| Résultats (▼dom., ►ext.)                                   | Jic | SanC | Cart | Here | Sapr | Guad | Alaj | Grec | Lim | MunP | Sant | Spor |
| Jicaral Sercoba                                            |     | 1-1  | 1-0  | 2-0  | 0-0  | 3-2  | 1-1  | 2-0  | 1-0 | 1-1  | 0-1  | 1-2  |
| AD San Carlos                                              | 0-0 |      | 1-1  | 2-1  | 2-0  | 1-0  | 0-1  | 0-3  | 1-4 | 0-1  | 1-0  | 0-0  |
| CS Cartaginés                                              | 1-1 | 1-1  |      | 1-2  | 0-0  | 2-1  | 1-1  | 1-1  | 2-0 | 0-0  | 1-0  | 0-1  |
| CS Herediano                                               | 2-2 | 0-1  | 1-2  |      | 2-2  | 2-2  | 1-1  | 2-0  | 1-1 | 1-1  | 2-1  | 2-1  |
| Deportivo Saprissa                                         | 2-2 | 1-1  | 4-1  | 1-0  |      | 1-1  | 0-5  | 4-2  | 1-2 | 1-1  | 3-1  | 4-0  |
| Guadalupe FC                                               | 0-0 | 1-2  | 0-3  | 2-2  | 2-2  |      | 1-3  | 3-0  | 1-1 | 0-1  | 2-4  | 0-0  |
| LD Alajuelense                                             | 3-0 | 1-1  | 4-1  | 1-1  | 3-1  | 0-0  |      | 0-0  | 3-0 | 2-0  | 1-1  | 3-0  |
| Limon FC                                                   | 2-1 | 0-3  | 1-1  | 0-2  | 1-2  | 1-7  | 0-2  |      | 0-0 | 1-1  | 3-2  | 3-1  |
| Municipal Grecia                                           | 2-0 | 2-1  | 1-2  | 1-4  | 0-0  | 0-0  | 1-4  | 2-2  |     | 0-0  | 1-2  | 1-1  |
| Municipal Pérez Zeledon                                    | 1-2 | 1-1  | 2-1  | 0-3  | 1-1  | 1-3  | 1-5  | 3-2  | 1-1 |      | 1-1  | 3-1  |
| SD Santos                                                  | 3-0 | 3-1  | 1-0  | 2-2  | 1-1  | 2-2  | 0-3  | 3-2  | 2-2 | 2-0  |      | 3-1  |
| Sporting FC                                                | 0-0 | 2-0  | 3-1  | 3-2  | 1-0  | 0-3  | 1-2  | 0-1  | 0-0 | 0-1  | 0-1  |      |
| - Victoire à domicile - Match nul - Victoire à l'extérieur |     |      |      |      |      |      |      |      |     |      |      |      |

### Phase finale
Les quatre équipes qualifiées sont réparties dans le tableau final d'après leur classement général, le deuxième affrontant le troisième et le premier affrontant le quatrième lors des demi-finales.
En cas d'égalité sur la somme des deux matchs, c'est la position au classement général qui départage les deux équipes, sauf pour la finale où des prolongations puis une séance de tirs au but ont éventuellement lieu.

#### Tableau
|  |                    |            |              |            |                    |     |   |        |        |        |        |        |
|  | 1/2 finale         | 1/2 finale | 1/2 finale   | 1/2 finale | 1/2 finale         |     |   | Finale | Finale | Finale | Finale | Finale |
|  |                    |            |              |            |                    |     |   |        |        |        |        |        |
|  |                    |            |              |            |                    |     |   |        |        |        |        |        |
|  | LD Alajuelense     | (1)        | 3            | 2          |                    |     |   |        |        |        |        |        |
|  | LD Alajuelense     | (1)        | 3            | 2          |                    |     |   |        |        |        |        |        |
|  | Deportivo Saprissa | (4)        | 4            | 2          |                    |     |   |        |        |        |        |        |
|  | Deportivo Saprissa | (4)        | 4            | 2          | Deportivo Saprissa | (4) | 3 | 1      |        |        |        |        |
|  |                    |            |              |            |                    | (4) | 3 | 1      |        |        |        |        |
|  |                    |            | CS Herediano | (3)        | 2                  | 0   |   |        |        |        |        |        |
|  | SD Santos          | (2)        | CS Herediano | (3)        | 2                  | 0   | 1 | 0      |        |        |        |        |
|  | SD Santos          | (2)        |              |            |                    |     | 1 | 0      |        |        |        |        |
|  | CS Herediano       | (3)        | 2            | 0          |                    |     |   |        |        |        |        |        |
|  | CS Herediano       | (3)        | 2            | 0          |                    |     |   |        |        |        |        |        |

#### Demi-finales
| Club           | Aller | Retour | Club               | Commentaire |
| LD Alajuelense | 3-4   | 2-2    | Deportivo Saprissa |             |
| SD Santos      | 1-2   | 0-0    | CS Herediano       |             |

#### Finale
| Match aller | Deportivo Saprissa                        | 3 - 2   | CS Herediano               | Stade Ricardo Saprissa Aymá                               |                                                           |
| 23 mai 2021 | Colindres 21e · Barrantes 57e · David 64e | (1 - 1) | 45+1e Ruiz · 85e Contreras | Spectateurs : Huis clos Arbitrage : Juan Gabriel Calderón | Spectateurs : Huis clos Arbitrage : Juan Gabriel Calderón |
| 23 mai 2021 | Rapport                                   |         |                            | Spectateurs : Huis clos Arbitrage : Juan Gabriel Calderón | Spectateurs : Huis clos Arbitrage : Juan Gabriel Calderón |

| Match retour | CS Herediano | 0 - 1   | Deportivo Saprissa | Stade José Joaquín Fonseca                            |                                                       |
| 26 mai 2021  |              | (0 - 1) | 13e Rodríguez      | Spectateurs : Huis clos Arbitrage : Adrián Chinchilla | Spectateurs : Huis clos Arbitrage : Adrián Chinchilla |
| 26 mai 2021  | Rapport      |         |                    | Spectateurs : Huis clos Arbitrage : Adrián Chinchilla | Spectateurs : Huis clos Arbitrage : Adrián Chinchilla |

| Vainqueur du Tournoi Clausura 2021 Deportivo Saprissa 36e titre |

## Classement cumulatif
| Rang | Équipe                  | Pts | J  | G  | N  | P  | Bp | Bc | Diff |
| ---- | ----------------------- | --- | -- | -- | -- | -- | -- | -- | ---- |
| 1    | LD Alajuelense C        | 87  | 38 | 26 | 9  | 3  | 85 | 30 | +55  |
| 2    | Deportivo Saprissa C    | 59  | 38 | 15 | 14 | 9  | 60 | 45 | +15  |
| 3    | CS Herediano            | 56  | 38 | 14 | 14 | 10 | 62 | 48 | +14  |
| 4    | CS Cartaginés           | 55  | 38 | 15 | 10 | 13 | 55 | 43 | +12  |
| 5    | AD San Carlos           | 52  | 38 | 13 | 13 | 12 | 35 | 38 | -3   |
| 6    | SD Santos               | 50  | 38 | 12 | 14 | 12 | 48 | 53 | -5   |
| 7    | Jicaral Sercoba (en)    | 46  | 38 | 10 | 16 | 12 | 35 | 39 | -4   |
| 8    | Limón FC                | 44  | 38 | 11 | 11 | 16 | 40 | 66 | -26  |
| 9    | Guadalupe FC            | 43  | 38 | 10 | 13 | 15 | 57 | 58 | -1   |
| 10   | Municipal Pérez Zeledón | 43  | 38 | 10 | 13 | 15 | 42 | 63 | -21  |
| 11   | Sporting FC P           | 41  | 38 | 11 | 8  | 19 | 38 | 55 | -17  |
| 12   | Municipal Grecia        | 33  | 38 | 6  | 15 | 17 | 36 | 55 | -19  |

| Légende : Qualifications et relégations | Légende : Qualifications et relégations                                        |
| --------------------------------------- | ------------------------------------------------------------------------------ |
|                                         | Qualification pour les huitièmes de finale de la Ligue de la CONCACAF 2021     |
|                                         | Qualification pour le tour préliminaire de la Ligue de la CONCACAF 2021        |
|                                         | Relégué en Segunda División                                                    |
|                                         | C Vainqueur d'un des deux tournois de la saison P Promu de la saison 2019-2020 |

### Barrage de relégation
| 18 mai 2021 | Limón FC | 0 - 1   | Sporting FC | Stade Ebal Rodríguez                               |                                                    |
|             |          | (0 - 0) | 83e Hadden  | Spectateurs : Huis clos Arbitrage : Keylor Herrera | Spectateurs : Huis clos Arbitrage : Keylor Herrera |
|             | Rapport  |         |             | Spectateurs : Huis clos Arbitrage : Keylor Herrera | Spectateurs : Huis clos Arbitrage : Keylor Herrera |

| 25 mai 2021 | Sporting FC                | 2 - 2   | Limón FC                 | Stade Ernesto Rohrmoser                             |                                                     |
|             | Salinas 36e · Madrigal 50e | (1 - 1) | 45e Azofeifa · 71e Smith | Spectateurs : Huis clos Arbitrage : Ricardo Montero | Spectateurs : Huis clos Arbitrage : Ricardo Montero |
|             | Rapport                    |         |                          | Spectateurs : Huis clos Arbitrage : Ricardo Montero | Spectateurs : Huis clos Arbitrage : Ricardo Montero |

Le Limón FC est relégué en Segunda División.

## Bilan du tournoi
| Tournoi de clôture du championnat de football du Costa Rica 2021 |                                |
| Champion                                                         | Deportivo Saprissa (36e titre) |
| Dauphin                                                          | CS Herediano                   |
| Qualifications continentales                                     |                                |
| Ligue de la CONCACAF 2021                                        | Deportivo Saprissa             |
| Ligue de la CONCACAF 2021                                        | SD Santos                      |
| Promotions et relégations                                        |                                |
| Promus en Primera División                                       | AD Guanacasteca                |
| Relégués en Segunda División                                     | Limón FC                       |

## Statistiques

### Buteurs
| Rang | Nom                 | Équipe             | Buts |
| 1    | Javon East          | SD Santos          | 13   |
| 1    | Johan Venegas       | LD Alajuelense     | 13   |
| 3    | Marcel Hernández    | LD Alajuelense     | 11   |
| 4    | Álvaro Saborío      | AD San Carlos      | 9    |
| 5    | Christian Bolaños   | Deportivo Saprissa | 8    |
| 5    | Jurguens Montenegro | LD Alajuelense     | 8    |